# Костадин Костадинов (македонски политичар)
Костадин Костадинов (Струмица, 22. март 1990) македонски је економиста и политичар. Градоначелник је Општине Струмица од 2021, био је посланик у Собрању Сјеверне Македоније од 2017. до 2021, а вршилац дужности градоначелника Струмице је био од 2016. до 2017. године.

## Биографија
Костадин Костадинов је рођен 22. марта 1990. у Струмици. Основно и средње образовање је стекао у родном граду. Дипломирао је на економском факултету Америчког универзитета у Европи — ФОН.

### Политичка активност
Политички каријеру је започео као одборник Савјета Општине Струмица. За вријеме градоначелничког мандата Зорана Заева, обављао је и дужност замјеника градоначелника, а у децембру 2016, десета дана након парламентарних избора, именован за вршиоца дужности градоначелника Струмице, након што се Заев повукао због ангажмана у Собрању, као и због добијања мандата за формирање нове владе. Био је в. д. градоначелника до локалних избора 2017, а 20. октобра је предао дужност новоизабраном градоначелника Кости Јаневском. Од новембра 2017. био је посланик у Собрању Сјеверне Македоније.
На локалним изборима одржан 17. октобра 2021. Констадинов је као кандидат СДСМ за градоначелника Струмице у првом кругу добио 53,7% гласова. Од Јаневског је дужност градоначелника преузео 27. октобра.

### Страначка активност
Члан Социјалдемократског савеза Македоније. Предсједник Социјалдемократске омладине Македоније у Струмици је био од 2011. до октобра 2018. године. Од априла 2011. до марта 2018. био је члан Извршног одбора СДСМ, а од априла 2011. до априла 2013. био је и замјеник предсједника општинског одбора СДСМ у Струмици. У марту 2018. је изабран за члана Централног одбора СДСМ, а у октобру је именован за портпарола странке.